# Vigor Lamezia Calcio 2013-2014

## Organigramma societario
Area direttiva
- Presidente: Claudio Arpaia
- Vicepresidenti: Franco Perri, Gianni Torcasio e Giancarlo Butera
- Amministratore delegato: Lucio Cirifalco

Area organizzativa
- Team manager: Antonio Mercuri
- Responsabile della gestione sportiva: Francesco Maglia

Ufficio stampa
- Addetto stampa: Vanessa Paola

Area tecnica
- Allenatore: Raffaele Novelli
- Allenatore in seconda: Tony D'Amico
- Direttore sportivo: Fabrizio Maglia
- Preparatore dei portieri: Gianluca Caravella
- Preparatore atletico: Piergiuseppe Apicella

Area sanitaria
- Medico sociale: dott. Ippolito Bonofiglio
- Responsabile Protocollo Recupero Infortuni: Luigi Novello
- Riabilitatore: Prof. Aldo Mercuri
- Massaggiatore: Fabio Bianco

## Rosa

### Rosa 2013-2014
Rosa tratta dal sito ufficiale della Vigor Lamezia Calcio.
| N. |                   | Ruolo | Calciatore                      |
| -- | ----------------- | ----- | ------------------------------- |
|    | Italia (bandiera) | P     | Alessandro Piacenti             |
|    | Italia (bandiera) | P     | Matteo Bibba                    |
|    | Italia (bandiera) | D     | Alessandro Pirelli              |
|    | Italia (bandiera) | D     | Antonio Torcasio                |
|    | Italia (bandiera) | D     | Domenico Marchetti              |
|    | Italia (bandiera) | D     | Emanuele Malerba                |
|    | Italia (bandiera) | D     | Filippo Gattari                 |
|    | Italia (bandiera) | D     | Francesco Rapisarda             |
|    | Italia (bandiera) | D     | Gerardo Strumbo                 |
|    | Italia (bandiera) | D     | Giovanni Gona                   |
|    | Italia (bandiera) | C     | Alessandro Ferrara              |
|    | Italia (bandiera) | C     | Andrea D'Amico                  |
|    | Italia (bandiera) | C     | Benedetto Mangiapane (capitano) |
|    | Italia (bandiera) | C     | Domenico Giampà                 |
|    | Italia (bandiera) | C     | Fabio Scarsella                 |

| N. |                      | Ruolo | Calciatore                            |
| -- | -------------------- | ----- | ------------------------------------- |
|    | Italia (bandiera)    | C     | Gianfranco Rondinelli (vice capitano) |
|    | Italia (bandiera)    | C     | Giuseppe Perrino                      |
|    | Italia (bandiera)    | C     | Mariano Romano                        |
|    | Italia (bandiera)    | C     | Matteo Meucci                         |
|    | Italia (bandiera)    | C     | Pietro Voltasio                       |
|    | Italia (bandiera)    | C     | Stefano Rossini                       |
|    | Italia (bandiera)    | A     | Diego De Giorgi                       |
|    | Italia (bandiera)    | A     | Domenico Zampaglione                  |
|    | Italia (bandiera)    | A     | Fabio Padulano                        |
|    | Italia (bandiera)    | A     | Gian Piero Tozzi                      |
|    | Argentina (bandiera) | A     | Lucas Longoni                         |
|    | Italia (bandiera)    | A     | Paolo Carbonaro                       |
|    | Italia (bandiera)    | A     | Stefano Del Sante                     |
|    | Italia (bandiera)    | A     | Velio Passafaro                       |

## Calciomercato

### Sessione invernale(dal 3/1 al 31/1)
| Acquisti | Acquisti            | Acquisti | Acquisti |
| R.       | Nome                | da       | Modalità |
| -------- | ------------------- | -------- | -------- |
| P        | Alessandro Piacenti | Parma    | prestito |
| P        | Antonio Torcasio    | Parma    | prestito |
| C        | Domenico Giampà     | Paganese | ?        |
| C        | Lucas Longoni       | Turris   | ?        |

| Cessioni | Cessioni         | Cessioni | Cessioni   |
| R.       | Nome             | a        | Modalità   |
| -------- | ---------------- | -------- | ---------- |
| P        | Antonio Torcasio | Parma    | definitivo |

## Risultati

### Lega Pro Prima Divisione

#### Girone di andata
| Arbitro: | Mastrodonato (Molfetta) |

|                          |           |                                               |
| Musetti 5’ Catania 90+6’ | Marcatori | 45+2’ Zampaglione 54’ Padulano 84’ Mangiapane |

| Arbitro: | Di Rubero (Castellammare di Stabia) |

|                 |           |  |
| Zampaglione 33’ | Marcatori |  |

| Arbitro: | Prontera (Bologna) |

|  |           |                               |
|  | Marcatori | 44’ Del Sante 84’ Zampaglione |

| Arbitro: | Verdenelli (Foligno) |

|                             |           |                     |
| Del Sante 60’ Marchetti 88’ | Marcatori | 81’ (rig.) Mosciaro |

| Martina Franca 29 settembre 2013, ore 15:00 CEST 5ª giornata | Martina           | 0 – 0 referto | Vigor Lamezia | Stadio Giuseppe Domenico Tursi (800 spett.)\| Arbitro: \| Martinelli (Roma) \| |
| Arbitro:                                                     | Martinelli (Roma) |               |               |                                                                                |

| Arbitro: | Di Martino (Teramo) |

|                 |           |                          |
| Zampaglione 11’ | Marcatori | 35’ Cherillo 37’ Salzano |

| Arbitro: | Mancini (Fermo) |

|             |           |             |
| Bianchi 17’ | Marcatori | 66’ D'Amico |

| Arbitro: | Strippoli (Bari) |

|               |           |                           |
| Marchetti 42’ | Marcatori | 49’ Caturano 58’ Agodirin |

| Arbitro: | Vesprini (Macerata) |

|              |           |              |
| Di Nardo 85’ | Marcatori | 3’ Del Sante |

| Arbitro: | Perotti (Legnano) |

|               |           |          |
| Scarsella 73’ | Marcatori | 11’ Ripa |

| Arbitro: | Guarino (Caltanissetta) |

|                                                          |           |              |
| Zampaglione 13’ Del Sante 42’ Rapisarda 53’ Voltasio 90’ | Marcatori | 78’ Montella |

| Arbitro: | Guccini (Albano Laziale) |

|                              |           |  |
| Vicentin 68’ Villanova 90+3’ | Marcatori |  |

| Arbitro: | Oliveri (Palermo) |

|  |           |                             |
|  | Marcatori | 9’ Scipioni 84’ Cenciarelli |

| Arbitro: | Balice (Termoli) |

|              |           |                                                  |
| Ferreira 53’ | Marcatori | 16’ Rapisarda 21’, 41’ Zampaglione 55’ Scarsella |

| Arbitro: | Cangiano (Napoli) |

|                      |           |                  |
| Del Sante 48’, 90+3’ | Marcatori | 57’ Ferri Marini |

| Arbitro: | Illuzzi (Molfetta) |

|                              |           |  |
| Ubaldi 65’ Agostinelli 90+2’ | Marcatori |  |

| Arbitro: | Pillitteri (Palermo) |

|  |           |                  |
|  | Marcatori | 52’ Cruz Pereira |

#### Girone di ritorno
| Lamezia Terme 5 gennaio 2014, ore 14:30 CEST 18ª giornata | Vigor Lamezia     | 0 – 0 referto | Sorrento | Stadio Guido D'Ippolito (700 spett.)\| Arbitro: \| Capraro (Cassino) \| |
| Arbitro:                                                  | Capraro (Cassino) |               |          |                                                                         |

| Chieti 12 gennaio 2014, ore 14:30 CEST 19ª giornata | Chieti              | 0 – 0 referto | Vigor Lamezia | Stadio Guido Angelini (500 spett.)\| Arbitro: \| Ceccarelli (Rimini) \| |
| Arbitro:                                            | Ceccarelli (Rimini) |               |               |                                                                         |

| Arbitro: | Candeo (Este) |

|  |           |            |
|  | Marcatori | 53’ Filosa |

| Arbitro: | Greco (Lecce) |

|                                    |           |  |
| De Angelis 5’, 61’ Calderini 90+3’ | Marcatori |  |

| Lamezia Terme 2 febbraio 2014, ore 14:30 CEST 22ª giornata | Vigor Lamezia      | 0 – 0 referto | Martina | Stadio Guido D'Ippolito (503 spett.)\| Arbitro: \| Zanonato (Vicenza) \| |
| Arbitro:                                                   | Zanonato (Vicenza) |               |         |                                                                          |

| Arbitro: | Cangiano (Napoli) |

|  |           |                 |
|  | Marcatori | 32’ Zampaglione |

| Lamezia Terme 16 febbraio 2014, ore 14:30 CEST 24ª giornata | Vigor Lamezia    | 0 – 0 referto | Gavorrano | Stadio Guido D'Ippolito (543 spett.)\| Arbitro: \| Casaluci (Lecce) \| |
| Arbitro:                                                    | Casaluci (Lecce) |               |           |                                                                        |

| Arbitro: | Balice (Termoli) |

|            |           |                                |
| Correa 23’ | Marcatori | 46’, 75’ Longoni 62’ Scarsella |

| Arbitro: | Prontera (Bologna) |

|                 |           |          |
| Zampaglione 58’ | Marcatori | 47’ Tito |

| Arbitro: | Di Martino (Teramo) |

|                          |           |            |
| Sandomenico 17’ Ripa 75’ | Marcatori | 10’ Giampà |

| Arbitro: | Bellotti (Verona) |

|           |           |                      |
| Orchi 55’ | Marcatori | 10’, 44’ Zampaglione |

| Arbitro: | Bichisecchi (Livorno) |

|               |           |            |
| Del Sante 50’ | Marcatori | 69’ Comini |

| Arbitro: | Oliveri (Palermo) |

|                                     |           |  |
| Casolla 41’ Masullo 45+1’ Dimas 75’ | Marcatori |  |

| Arbitro: | Brasi (Seregno) |

|               |           |                               |
| Scarsella 79’ | Marcatori | 81’ (aut.) Romano 90’ De Vena |

| Arbitro: | Abisso (Palermo) |

|  |           |                            |
|  | Marcatori | 33’ Giampà 83’ Zampaglione |

| Arbitro: | Marco Bellotti (Verona) |

|                               |           |                    |
| D'Amico 74’ (rig.) 84’ (rig.) | Marcatori | 91’ (aut.) Strumbo |

| Arbitro: | Boggi (Salerno) |

|                                             |           |  |
| Pereira Cruz 41’ Neglia 57’ Ricciardo 90+3’ | Marcatori |  |

### Coppa Italia Lega Pro

#### Fase 1 a eliminazione diretta

##### Girone I
| Arbitro: | Rocca (Vibo Valentia) |

|                           |           |               |
| Fioretti 16’ Russotto 89’ | Marcatori | 14’ Del Sante |

| Arbitro: | Guccini (Albano Laziale) |

|                 |           |                             |
| Zampaglione 84’ | Marcatori | 64’ Guadalupi 90+3’ Ignoffo |

## Statistiche
Statistiche aggiornate al 13 aprile 2014.

### Statistiche di squadra
| Competizione               | Punti | In casa | In casa | In casa | In casa | In casa | In casa | In trasferta | In trasferta | In trasferta | In trasferta | In trasferta | In trasferta | Totale | Totale | Totale | Totale | Totale | Totale | DR |
| Competizione               | Punti | G       | V       | N       | P       | Gf      | Gs      | G            | V            | N            | P            | Gf           | Gs           | G      | V      | N      | P      | Gf     | Gs     | DR |
| -------------------------- | ----- | ------- | ------- | ------- | ------- | ------- | ------- | ------------ | ------------ | ------------ | ------------ | ------------ | ------------ | ------ | ------ | ------ | ------ | ------ | ------ | -- |
| Lega Pro Seconda Divisione | 43    | 16      | 4       | 6       | 6       | 15      | 16      | 16           | 7            | 4            | 5            | 20           | 19           | 32     | 11     | 10     | 11     | 35     | 35     | 0  |
| Coppa Italia Lega Pro      | -     | 1       | 0       | 0       | 1       | 1       | 2       | 1            | 0            | 0            | 1            | 1            | 2            | 2      | 0      | 0      | 2      | 2      | 4      | -2 |
| Totale                     | -     | 17      | 4       | 6       | 7       | 16      | 18      | 17           | 7            | 4            | 6            | 21           | 21           | 34     | 11     | 10     | 13     | 37     | 39     | -2 |

### Andamento in campionato
| Giornata  | 1 | 2 | 3 | 4 | 5 | 6 | 7 | 8 | 9 | 10 | 11 | 12 | 13 | 14 | 15 | 16 | 17 | 18 | 19 | 20 | 21 | 22 | 23 | 24 | 25 | 26 | 27 | 28 | 29 | 30 | 31 | 32 | 33 | 34 |
| --------- | - | - | - | - | - | - | - | - | - | -- | -- | -- | -- | -- | -- | -- | -- | -- | -- | -- | -- | -- | -- | -- | -- | -- | -- | -- | -- | -- | -- | -- | -- | -- |
| Luogo     | T | C | T | C | T | C | T | C | T | C  | C  | T  | C  | T  | C  | T  | C  | C  | T  | C  | T  | C  | T  | C  | T  | C  | T  | T  | C  | T  | C  | T  | C  | T  |
| Risultato | V | V | V | V | N | P | N | P | N | N  | V  | P  | P  | V  | V  | P  | P  | N  | N  | P  | P  | N  | V  | N  | V  | N  | P  | V  | N  | P  | P  | V  | V  | P  |

Fonte:  Lega Pro 2ª Divisione Girone B Stagione 2013/2014, su vigorlamezia.net, Vigor Lamezia.
Legenda:

Luogo: C = Casa; T = Trasferta. Risultato: V = Vittoria; N = Pareggio; P = Sconfitta.